# Museu do Grande Prémio
O Museu do Grande Prémio (em chinês:  大賽車博物館) é um museu de desporto motorizado situado adjacente ao Museu do Vinho em Macau, na República Popular da China. Foi inaugurado a 18 de novembro de 1993, em comemoração ao quadragésimo aniversário do Grande Prémio de Macau.
O governo realizou em 2016 uma iniciação na reestruturação das atuais instalações do Museu do Grande premio de Macau previsto no orçamento de 300 milhões de patacas para o projeto que tem data de entrega em 2018. 
Esses custos tem justificativa dadas pela diretora dos serviços de turismo, Helena de Senna Fernandes, devido a necessidade de reorganização das salas e da estrutura do Centro das Atividades Turísticas que funcionam o museu.
O museu terá novidades como vídeos em 3D e outros atrativo para o público.
Este é um dos espaços mais frequentados por grupos de turistas que passam e vão passar por Macau.

## Galeria

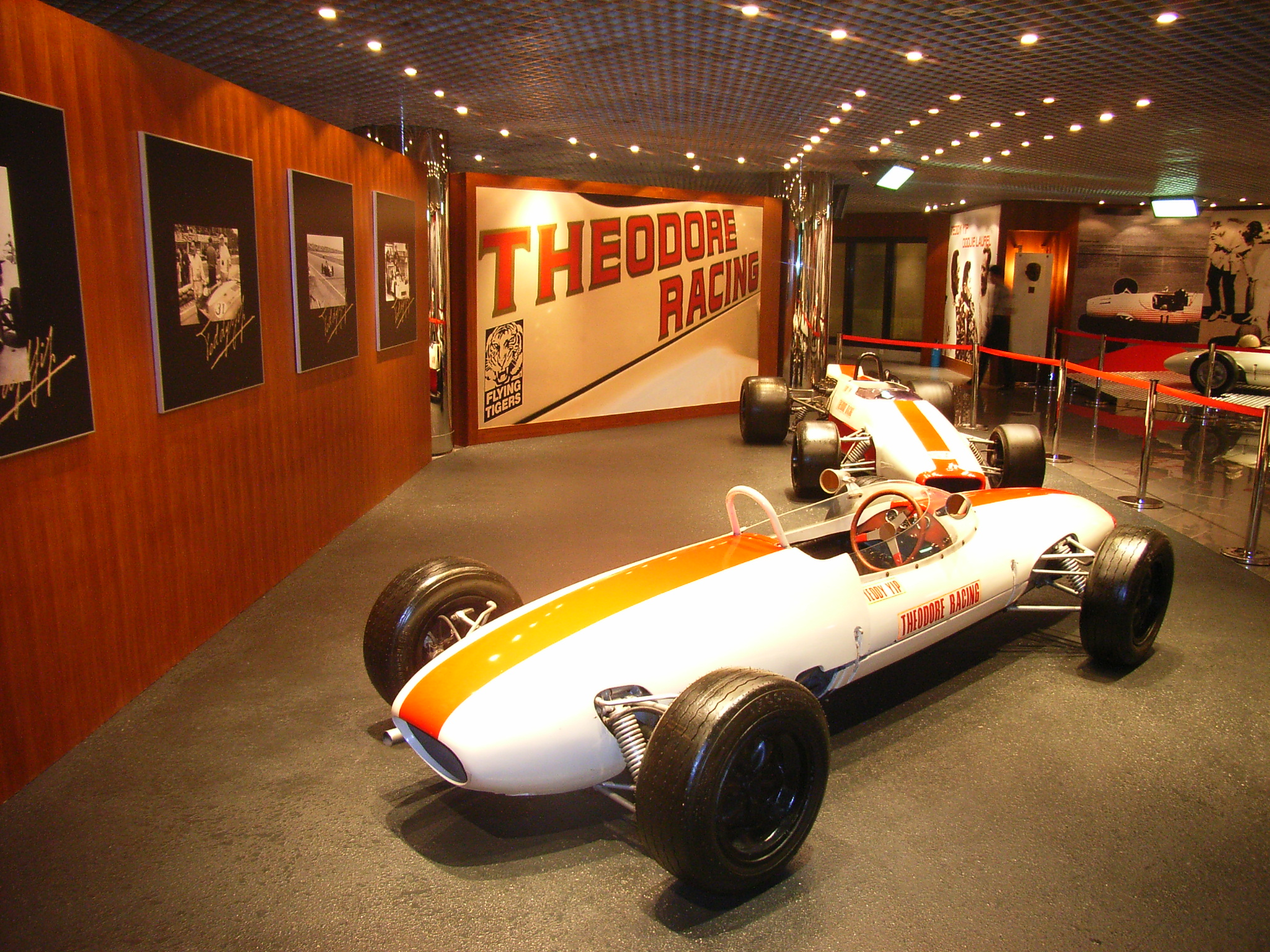
Vista interior do Museu do Grande Prémio.